# 20000 Varuna
20000 Varuna, anteriormente conhecido pela designação provisória de 2000 WR106, é um grande objeto transnetuniano que está localizado no Cinturão de Kuiper, uma região do Sistema Solar. Este objeto é classificado como um cubewano. Ele possui uma magnitude absoluta de 3,6 e tem um diâmetro estimado com cerca de 764 km. É provavelmente um planeta anão.

## Descoberta
20000 Varuna foi descoberto no dia 28 de novembro de 2000, pelo astrônomo Robert S. McMillan através do programa Spacewatch.

## Nome
Varuna foi nomeado em homenagem de uma divindade hindu. Varuna foi uma das divindades mais importantes dos antigos indianos, e presidiu as águas do céu e do oceano e era o guardião da imortalidade. Devido a sua associação com às águas e do oceano, ele é frequentemente identificado com o grego Poseidon e o romano Netuno. Varuna recebeu o número de planeta menor 20000 porque foi o maior cubewano encontrado até agora e foi considerado para ser tão grande quanto Ceres.

## Tamanho
As estimativas para o diâmetro de Varuna têm variado de 500 a 1 060 km. Medições térmicas multi-banda do Observatório Espacial Herschel em 2013 produziu um diâmetro de 668+154
−86 km.

## Órbita

Órbitas de Varuna (a azul) e Plutão (a vermelho).

A órbita de 20000 Varuna tem uma excentricidade de 0,051 e possui um semieixo maior de 43,160 UA. O seu periélio leva o mesmo a uma distância de 40,972 UA em relação ao Sol e seu afélio a 45,349 UA.

## Características físicas
Varuna tem um período de rotação de aproximadamente 6,34 horas. Tem uma curva de luz de duplo pico. Dada a rápida rotação, de modo raro para objetos grandes, acredita-se que Varuna, assim como o planeta anão Haumea, seja um esferoide alongado.
Em trabalho publicado na revista Nature, a equipe do astrônomo David Jewitt mostrou que Varuna tem 40% do diâmetro de Plutão.

## Planeta anão
A União Astronômica Internacional não o classificou como um planeta anão. No entanto, Brown considera o mesmo em sua lista de candidatos a planeta anão como sendo altamente provável um planeta anão, e Tancredi (em 2010) classificou Varuna como "aceito", mas não fez uma recomendação direta para a sua inclusão na lista oficial de Planetas anões.